# Милликен, Питер
Питер Милликен (англ. Peter Milliken; род. 12 ноября 1946 года, Кингстон (Онтарио)) — канадский политик, юрист. Член Либеральной партии Канады. В 1988—2011 годах был членом Палаты общин Канады. В 2001—2011 годах — спикер Палаты общин: занимал этот пост дольше всех в истории страны.

## Биография
Питер Милликен родился 12 ноября 1946 года в Кингстоне, Онтарио. Был старшим из семи детей в семье. В 1968 году получил степень бакалавра искусств в области политологии и экономики в Университете Куинс в Кингстоне, в 1970 году — степень бакалавра, а затем в 1978 году — степень магистра в области юриспруденции в Оксфордском университете, в 1971 году — степень бакалавра права в Университете Дэлхаузи.
В 1988 году Милликен был избран в Палату общин от избирательного округа, победив прогрессивного консерватора Флору Макдональд. Спустя пять лет был переизбран, также став председателем Комитета по процедурам Палаты общин. В 1994 году был кандидатом на пост спикеры Палаты общин, однако в итоге на этот пост был избран Гилберт Пэрент. В 1997 году переизбран в нижнюю палату парламента на третий срок, став её вице-спикером.
В 2000 году вновь избран в Палату общин, в начале следующего года избран спикером Палаты общин. Переизбирался по итогам парламентских выборов 2005, 2006 и 2008 годов. На федеральных выборах 2011 года не стал выставлять свою кандидатуру, после чего покинул парламент. Его преемником на этом посту стал Эндрю Шир, он был избран 2 июня 2011 года.
26 декабря 2014 года Милликен был назначен офицером Ордена Канады. Также в 2014 году был избран членом Королевского общества Канады.